# 久留米市立諏訪中学校
久留米市立諏訪中学校（くるめしりつ すわちゅうがっこう）は、福岡県久留米市東町にある公立中学校。

## 沿革
- 1947年（昭和22年）[1]
  - 3月 - 久留米市第五中学校として発足。
  - 4月 - 開校式挙行。
- 1951年（昭和26年）4月 - 久留米市立諏訪中学校と改称。

## 朝読書
毎日朝の会前の8：30〜8：40の10分間の読書活動を位置づけ、豊かな心を育み、感性を磨き、社会的視野を広げる実践を行っている。

## 学校行事
- 5月：生徒総会・体育祭
- 9月：ふれあい学級（1年生）、 職場体験（2年生）
- 10月：文化発表会
- 11月：生徒会役員選挙
- 1月 - 2月：修学旅行（2年生）
- 3月：クラスマッチ（1・2年生）
- 定期考査前：学習クラブ

## 学校設備
体育館・武道場・屋上プール・運動場・理科室・家庭科室・調理室・視聴覚室・美術室・音楽室・テニスコートなど。

## 生徒会
- 諏訪中学校では、在校生すべてを生徒会役員としている。その中で生徒会三役と各専門委員長、副委員長で拡大執行部を構成する。

### 生徒会三役
- 生徒会長：1人
- 副会長：1人
- 書記：1年生 2年生 各学年1人

### 委員会
各委員会に委員長、副委員長計2名が所属している。（代議委員会・体育委員会のみ男女1名ずつ、学習視聴覚、美化は副委員長が一年生）
- 代議員会
- 図書委員会
- 給食委員会
- 保健委員会
- 美化委員会
- 生活委員会
- 体育委員会
- 文化委員会
- 学習・視聴覚委員会

## 学校給食
久留米市中央学校給食共同調理場より給食の配送が行われている。

## 部活動
2023年現在

### 運動部
- 野球部
- サッカー部
- ソフトテニス部
- バスケットボール部
- バドミントン部
- 卓球部
- 水泳部
- 陸上部
- バレーボール部[男女]
- 剣道部
- 柔道部

### 文化部
- 吹奏楽部
- コーラス部
- 美術部
- 演劇部
- 家庭部
- 放送部
- 理科部

## 通学区域
梅満町（一部）、小頭町（一部）、国分町（一部）、篠原町（一部）、諏訪野町（一部）、津福本町（一部）、天神町（一部）、通町（一部）、西町（一部）、野中町（一部）、花畑一丁目～三丁目、原古賀町（一部）、東町（一部）、日吉町（一部）、六ツ門町（一部）

## 出身者
- 吉田羊 - 女優
- 鮎川誠 - ミュージシャン、シーナ&ザ・ロケッツ
- 安達阿記子 - ゴールボール選手、2012年ロンドンパラリンピック金メダリスト